# Conistra brigensis
Conistra brigensis là một loài bướm đêm trong họ Noctuidae.